# Pont de les mentides
El pont de les mentides (en romanès: Podul Minciunilor, en alemany: Lügenbrücke) és un llegendari pont de vianants situat al centre de la ciutat transsilvana de Sibiu, al centre de Romania. Hi ha moltes llegendes al voltant del pont a causa del seu nom. És el primer pont de ferro colat construït a Romania i el segon construït a Europa.
Situat a la Plaça Menor de Sibiu, el pont creua la Strada Ocnei per connectar la Plaça Menor amb la Plaça Huet.

## Llegendes
El pont de les mentides té moltes llegendes al seu voltant pel seu nom. El més popular diu que el pont s'esfondrarà quan algú digui una mentida mentre s'hi posi. Una altra llegenda diu que el pont era sovint travessat per comerciants que intentaven enganyar els seus clients. Els que van ser atrapats van ser llançats del pont. Segons una altra llegenda, el pont era un lloc de trobada entre els nois que assistien a l'acadèmia militar i les seves amigues. Els nois no es presentaven i deixaven esperar a les seves xicotes fins a adonar-se que han estat mentides.
Una altra llegenda també diu que el pont era sovint travessat per joves amants que es juraven amor etern. Les noies també van jurar que eren verges, cosa que sovint resultava una mentida després que les parelles es casessin. Com a càstig, van ser llançats del pont, ja que era el lloc on havien mentit als seus amants.
Malgrat tot aquest conjunt de llegendes, el seu nom té un origen diferent. El pont es va anomenar inicialment Liegenbrücke, en alemany per pont estirat (estirat com a "estirar-se"), que sona molt similar a Lügenbrücke, que significa "pont de les mentides". Les llegendes han ajudat al fet que aquesta darrera es difongui entre la gent de la ciutat, de manera que el pont va obtenir el seu nom actual.

## Disseny i arquitectura
El pont està sostingut per quatre arcs de ferro colat. Estan decorades amb motius neogòtics. A l'arc més meridional s'hi veu l'escut de Sibiu, mentre que al més septentrional hi ha les inscripcions 1859 i Friedrichshütte respectivament, sent aquest últim el nom de la foneria que va lliurar una part dels components del pont.
Els raïls estan formats per vuit panells amb formes circulars i decoracions gòtiques.

## Galeria

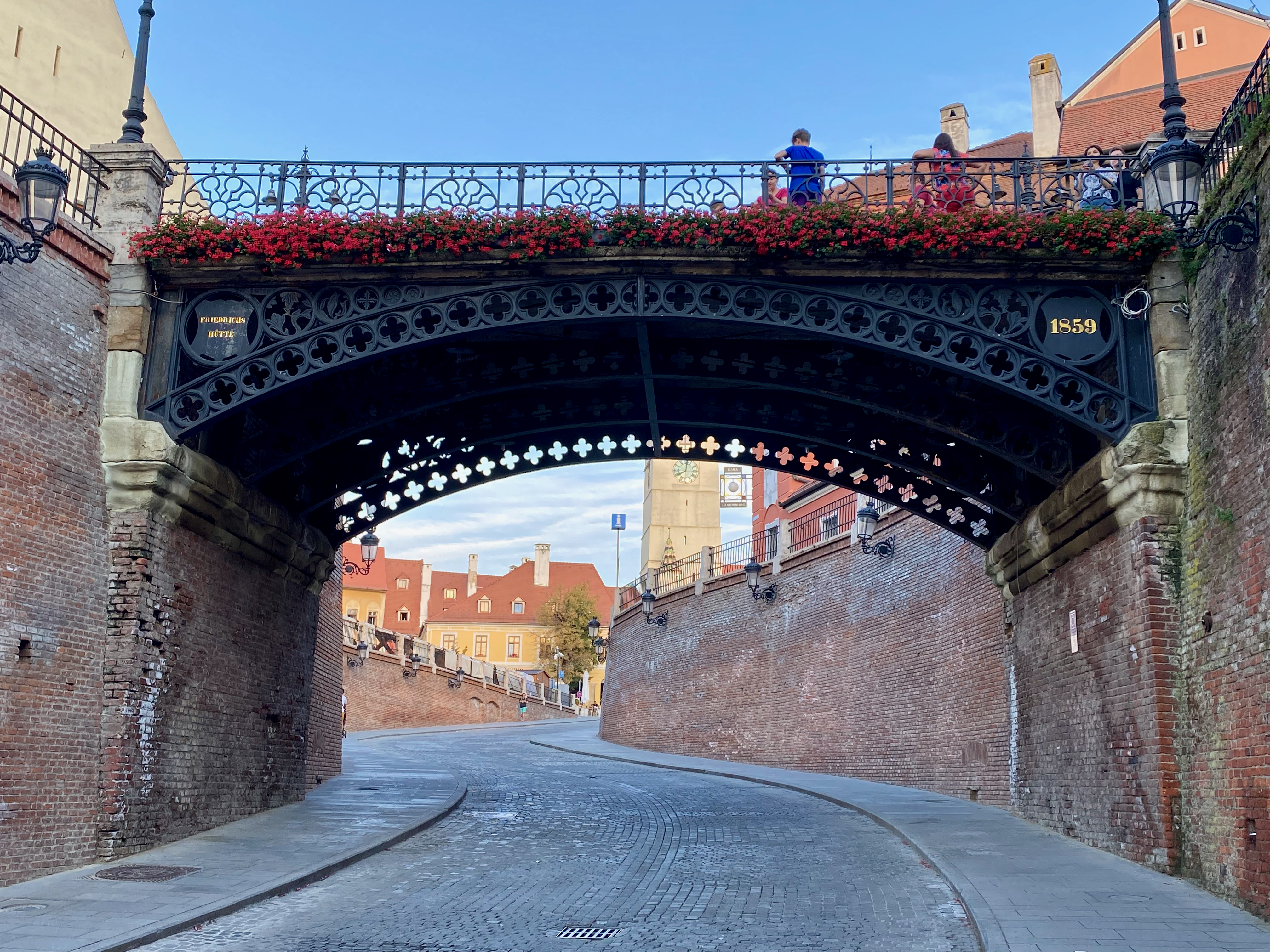
El pont vist des de Strada Ocnei
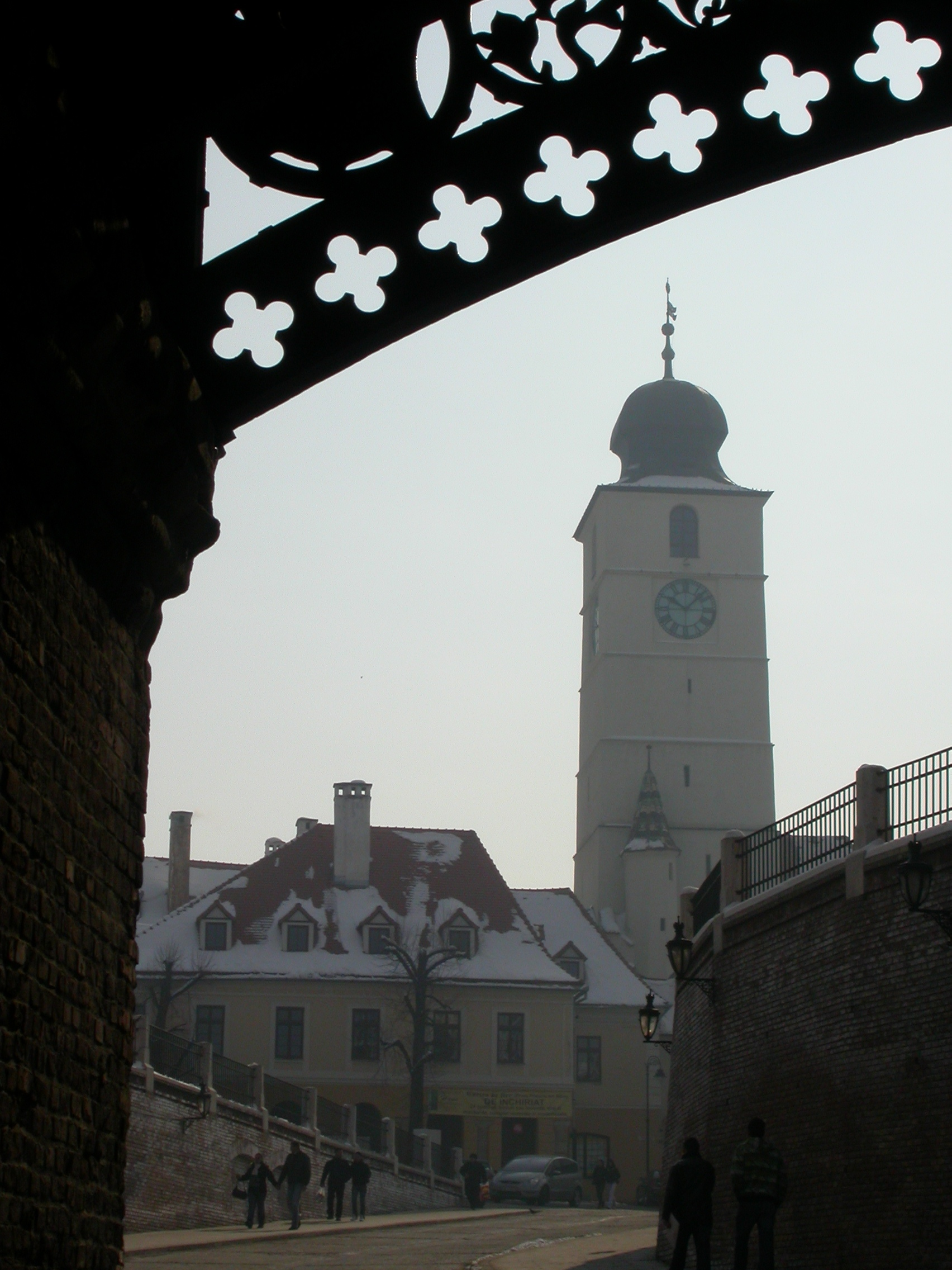
Decoració neogòtica als arcs. La Torre del Consell queda al fons
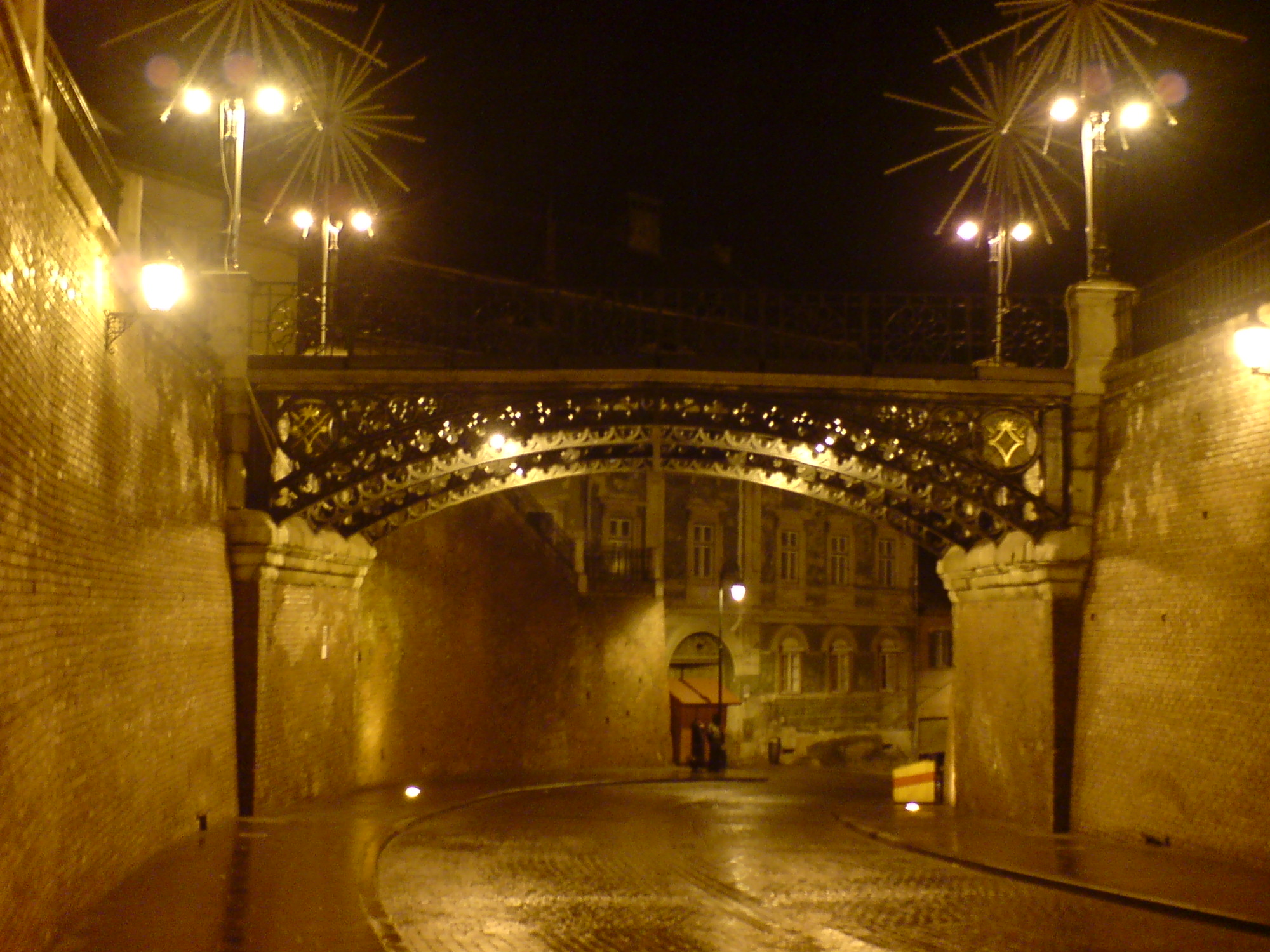
De nit
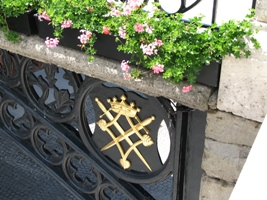
Escut de Sibiu
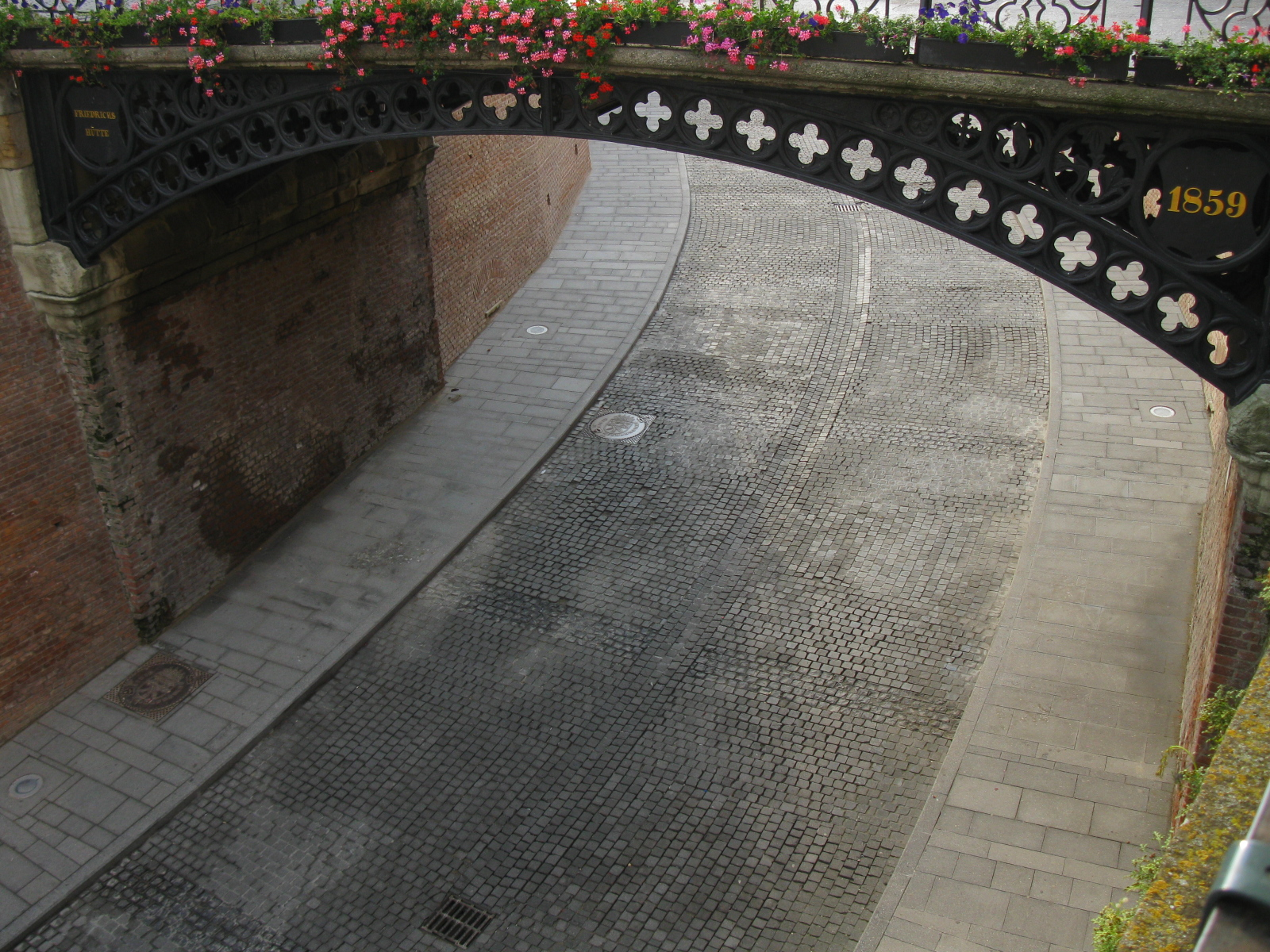
Arc més al nord